# Torpilleurs type 27 m Claparède
Pour les articles homonymes, voir Claparède.

## Historique
Les torpilleurs de la marine française, construits entre 1878 et 1907, sont composés de 12 séries de bâtiments différentes.
 
Le constructeur Claparède construisit 9 torpilleurs du "type 27 m".

## Navires de la série

### Torpilleur N°22
- Sur cale : ...
- Lancement  : 1878
- Mise en service : ...
- Particularités : Les torpilleurs no 22 à 23 avaient deux cheminées.
- Parcours :
  - 1880 à 1901 : Affecté au D.M (Département Marine) de Cherbourg.
  - 1891 : Essais de chauffe au pétrole, système d'Allest. Une chaudière spéciale a été fabriquée afin de supprimer la chauffe en vase clos.
    - Ses avantages : diminution du nombre de chauffeurs (un seul au lieu de trois) et encombrement moindre.
- Date de retrait : Rayé de la liste de la Flotte en tant que bâtiment de combat en mai 1901.
- Fin de vie : Il fut vendu en 1902.

### Torpilleur N°23
- Sur cale : ...
- Lancement  : 1878
- Mise en service : ...
- Particularités : Les torpilleurs no 22 à 23 avaient deux cheminées.
- Parcours :
  - 1878 : Essais à Cherbourg
  - 1880 à 1897 : Affecté au D.M (Département Marine) de Cherbourg.
- Date de retrait : Rayé de la liste de la Flotte en tant que bâtiment de combat en 1898.
- Fin de vie : Vendu à Brest 4067,00 Francs à MM. Brunelat & Lhermitte le 26 aout 1898. Le torpilleur est démantelé au chantier du Gaz à Brest[1].

### Torpilleur N°37
- Sur cale : ...
- Lancement  : 1880
- Mise en service : ...
- Particularités : Les torpilleurs no 37 à 40 et no 51 à 53 avaient une seule cheminée.
- Parcours :
  - 1880 à 1903 : Affecté au D.M (Département Marine)  de Toulon.
  - 1er avril 1887 : Il fut le 1er navire de guerre français à entrer dans le port de Bizerte.
  - 1887 - 1889 : Il assure la liaison Tunis - Bizerte.
  - 1889 : Il fut le 1er navire de guerre français à pénétrer dans le lac de Bizerte[2]
- Date de retrait : Rayé de la liste de la Flotte en tant que bâtiment de combat en avril 1903.
- Fin de vie : ...

### Torpilleur N°38
- Sur cale : ...
- Lancement : 1880
- Mise en service : ...
- Particularités : Les torpilleurs no 37 à 40 et no 51 à 53 avaient une seule cheminée.
- Parcours :
  - 1880 : Essais à Rochefort.
  - Septembre 1889 : Il aborda et avaria le torpilleur no 64.
- Date de retrait : Rayé de la liste de la Flotte en tant que bâtiment de combat en 1901.
- Fin de vie : …

### Torpilleur N°39
- Sur cale : ...
- Lancement : 1880
- Mise en service : ...
- Particularités : Les torpilleurs no 37 à 40 et no 51 à 53 avaient une seule cheminée.
- Parcours :
  - 1881 : Essais à Rochefort.
  - Septembre 1889 : Il est abordé par le torpilleur N°33.
  - 1889 à 1892 : Affecté au D.M (Département Marine) de Toulon.
  - Décembre 1892 : Il est transporté, à Saigon, par le Shamrock[3]
  - 1901 à 1897 : Il devient 2S.
- Date de retrait : Rayé de la liste de la Flotte en tant que bâtiment de combat en septembre 1903.
- Fin de vie : …

### Torpilleur N°40
- Sur cale : ...
- Lancement : 1880
- Mise en service : ...
- Particularités : Les torpilleurs no 37 à 40 et no 51 à 53 avaient une seule cheminée.
- Parcours :
  - 1881 : Essais à Rochefort.
  - 1882 à 1897 : Affecté au D.M (Département Marine) de Rochefort.
  - 28 mars 1890 : Il est abordé et coulé en  rade d'Aix.
- Date de retrait : Rayé de la liste de la Flotte en tant que bâtiment de combat en 1897.
- Fin de vie : ...

### Torpilleur N°51
- Sur cale : ...
- Lancement : mars 1880
- Mise en service : ...
- Particularités : Les torpilleurs no 37 à 40 et no 51 à 53 avaient une seule cheminée.
- Parcours :
  - 1880 à 1881 : Essais à Rochefort.
  - 1881 à 1897 : Affecté au D.M (Département Marine) de Rochefort.
- Date de retrait : Rayé de la liste de la Flotte en tant que bâtiment de combat en 1897.
- Fin de vie : ...

### Torpilleur N°52
- Sur cale : ...
- Lancement : mars 1880
- Mise en service : ...
- Particularités : Les torpilleurs no 37 à 40 et no 51 à 53 avaient une seule cheminée.
- Parcours :
  - Août 1881 : Essais à Rochefort.
  - 1882 à 1886 : Affecté au D.M (Département Marine) de Rochefort.
  - 1886 à 1891 : Affecté au D.M (Département Marine) de Toulon.
  - 1891 à 1903 : Il fut transporté à Saigon et est renommé 5S en 1901.
- Date de retrait : Rayé de la liste de la Flotte en tant que bâtiment de combat en octobre 1903.
- Fin de vie : La coque fut vendue en 1907.

### Torpilleur N°53
- Sur cale : ...
- Lancement : avril 1881
- Mise en service : ...
- Particularités : Les torpilleurs no 37 à 40 et no 51 à 53 avaient une seule cheminée.
- Parcours :
  - Septembre 1880 :Échouage en Seine.
  - 1882 : Essais à Cherbourg.
  - 1882 à 1901 : Affecté au D.M (Département Marine) de Cherbourg puis Lorient.
  - 1891 à 1896 : Affecté au D.M de Rochefort.
- Date de retrait : Rayé de la liste de la Flotte en tant que bâtiment de combat en août 1901.
- Fin de vie : Il devient le bâtiment de servitude "Enclume" et assure le rôle d'annexe de l'École des Mécaniciens à Brest, jusqu'à sa condamnation en mars 1907. Vendu à Brest 5126,00 Francs à MM. Brunelat & Lhermitte le 25 juillet 1907. Démantelé à Brest au chantier du Gaz[4].
  - Il sera remplacé par le torpilleur no 89 qui prendra son nom[Quoi ?].